# 凯西·斯通纳

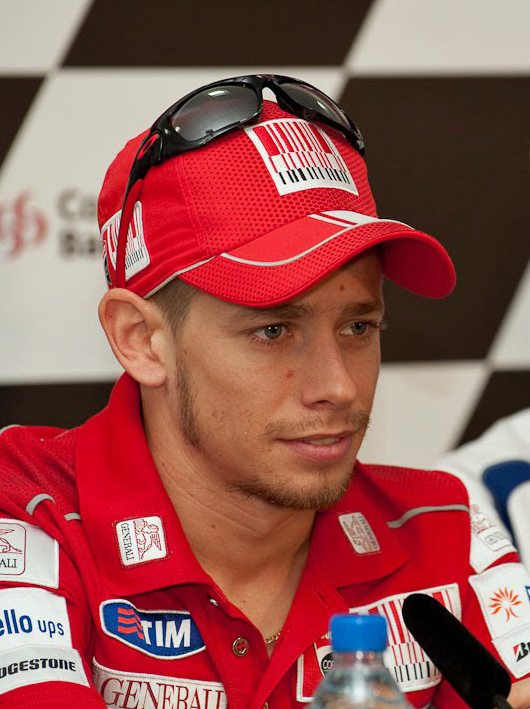

凱西·斯通納（英語：Casey Stoner，1985年10月16日—）是一位澳大利亚职业摩托车赛车手。他生于新南威尔士州卡里卡里，在昆士兰南港长大，很小就开始学车，后移居英国继续赛车生涯。2002年首度参加国际比赛，2007年獲得世界摩托車錦標賽冠军。